# Хушу культура
Хушу культура — археологічна культура енеоліту й бронзової доби.
Датується 1200-800 рр. до РХ. Була поширена у нижньому плині ріки Янцзи (Китай). 
Поселення розташовувалися на надзаплавних терасах, що було пов'язане з потребами рисосіяння. Знаряддя - кам'яні поліровані тесла, сокири, ножі.  Металеві вироби нечисленні, але знахідки шлаків і тиглів свідчать про місцевий бронзолитейном виробництві.  
Геометричний орнамент кераміки вказує на зв'язок з неолітичними культурами півдня Східної Азії.

## Джерело
- Хушу культура - Большая советская энциклопедия